# Bois Noir

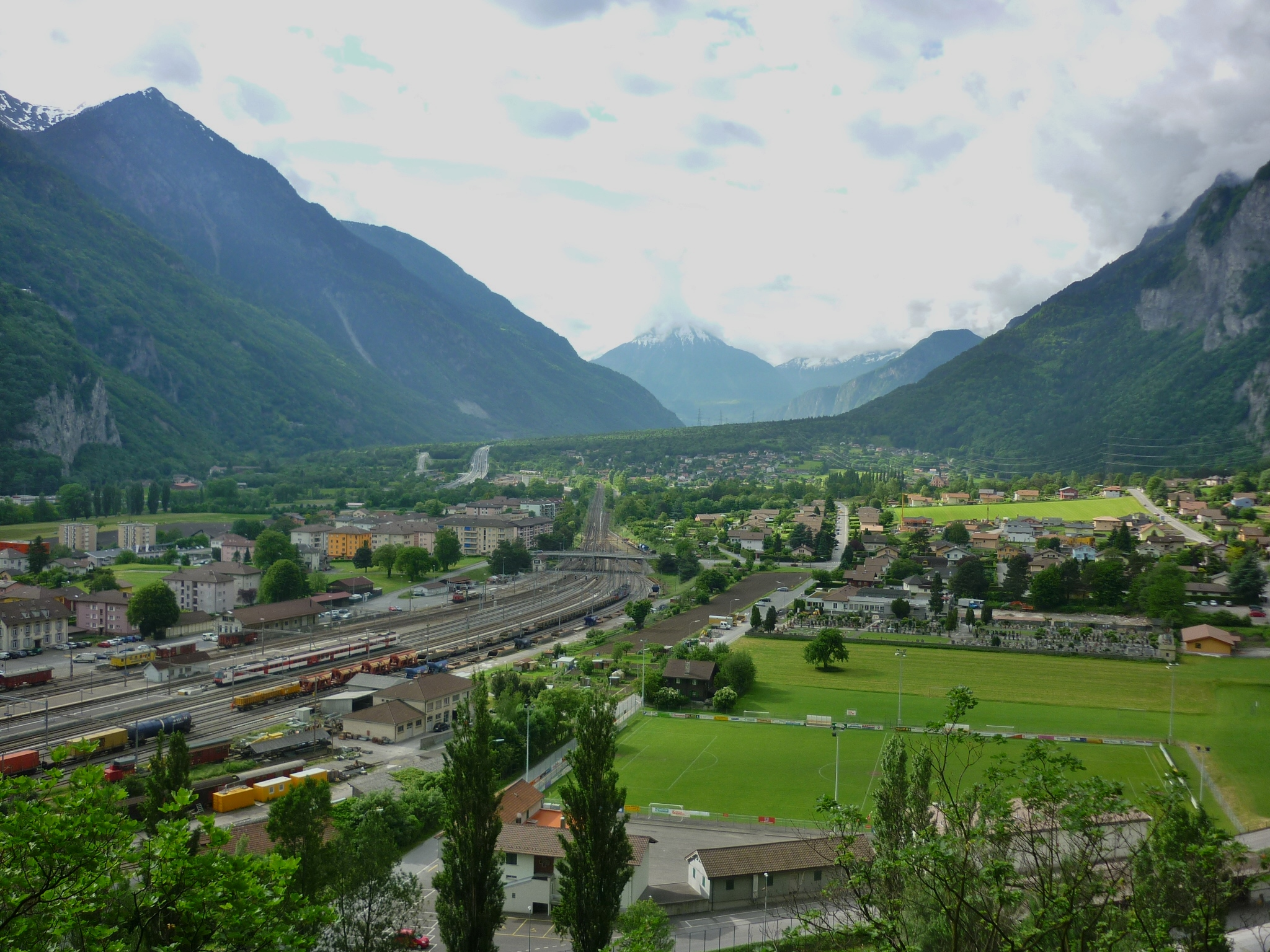
Blick über St.-Maurice das Rhonetal hinauf zum Schuttkegel des Bois Noir

Der Bois Noir (deutsch: Schwarzer Wald) ist ein Wald im Unterwallis in der Schweiz zwischen St-Maurice und Evionnaz. Er nimmt eine Fläche von etwa 80 Hektar ein. Neben der Grösse ist auch die Ausdehnung über die ganze Breite des Rhonetals eine Besonderheit.
Der Bois Noir dient primär als Naturschutz- und Erholungsgebiet. Das Waldgebiet steht als Waldreservat unter Schutz. Die Höhe reicht von 450 bis 520 m ü. M. Der jährliche Niederschlag liegt bei 1050 mm.

## Geologie
Der Bestand liegt auf einem Schwemmschuttkegel des Baches Torrent de St.-Barthélemy, der die Südseite der Dents du Midi (Cime de l’Est) entwässert und in die Rhone mündet. Der dadurch entstandene Boden ist kalkhaltig, flachgründig und sehr wasserdurchlässig.

## Flora
Der Wald ist sehr artenreicher Föhrenmischwald. 1987 wurde geschätzt, dass die Oberschicht zu 80 % aus Waldkiefer, 10 % Fichten und Tannen und zu 10 % aus Laubwald (Birken, Ahorne, Pappeln, Erlen, Mehlbeere) besteht.
Die Unterschicht ist reich an Hartriegel, Felsenbirnen, Hasel, Wacholder, Liguster und Kirschbaum. An verschiedenen Standorten sind auch Orchideen zu finden.

## Fauna
Der Wald ist ein Rückzugsgebiet für alle Tiere des Flachlands wie etwa Hase oder Reh.
Aufgrund seiner Ausdehnung quer durchs Tal hat der Wald eine grosse Bedeutung als Wildtierkorridor.

## Geschichte

Luftaufnahme der Region von Werner Friedli aus dem Jahr 1964 mit dem dunklen Bois Noir unten in der Bildmitte

Der Bois Noir wurde immer wieder durch Murgänge heimgesucht.  die Kantonalstrasse sowie die SBB-Linie wurden in den Jahren 1926 und 1931 verschüttet. Ab 1940 wurden Murgangverbauungen am Oberlauf des Baches Torrent de St.-Barthélemy errichtet, so dass es seither zu keinen grösseren Vorkommnissen kam.
Auch die Autobahn A9 führt seit Mitte der 1980er Jahre durch das Waldgebiet. Seit 2009 besteht eine Unterführung für Wildtiere.